# Phacidiales
Die Phacidiales sind eine Ordnung der Echten Schlauchpilze.

## Merkmale
Arten der Familie Phacidiales bilden als Fruchtkörper entweder scheibenförmige, runde Apothecien an der Oberfläche oder auch anfangs im Substrat eingesunken und erst später hervorbrechende Ascomata. Bei den Helicogoniaceae können sie auch fehlen. Die Schläuche sind keulig, einwandig, mit oder ohne einen an der Spitze aufbrechendem Ring. Bei den Helicogoniaceae sind sie immer inamyloid (nicht mit Jod anfärbbar). Die Sporen sind unseptiert, bei den Helicogoniaceae auch septiert. Sie sind fast kugelig, elliptisch bis fast zylindrisch, gerade bis gekrümmt und durchscheinend bis braun. Sie besitzen keine Hülle. Die Paraphysen sind verzweigt oder einfach, septiert, durchscheinend, mit Querverbindungen (anastomisierend) und oft mit einer Schleimschicht umhüllt. Die Nebenfruchtformen bilden ein- bis vielkammerige Conidiomata, die einzeln oder zu mehreren gebildet werden können. Die Konidienträger sind durchscheinend, glatt und verzweigt, manchmal sind sie auch nur zu den konidiogenen Zellen reduziert. Diese sind phialidisch und entwickeln sich dauernd. Die Konidien sind fast zylindrisch bis oval oder auch schwach nierenförmig, unseptiert und oft mit einem gelatinösen Anhängsel.

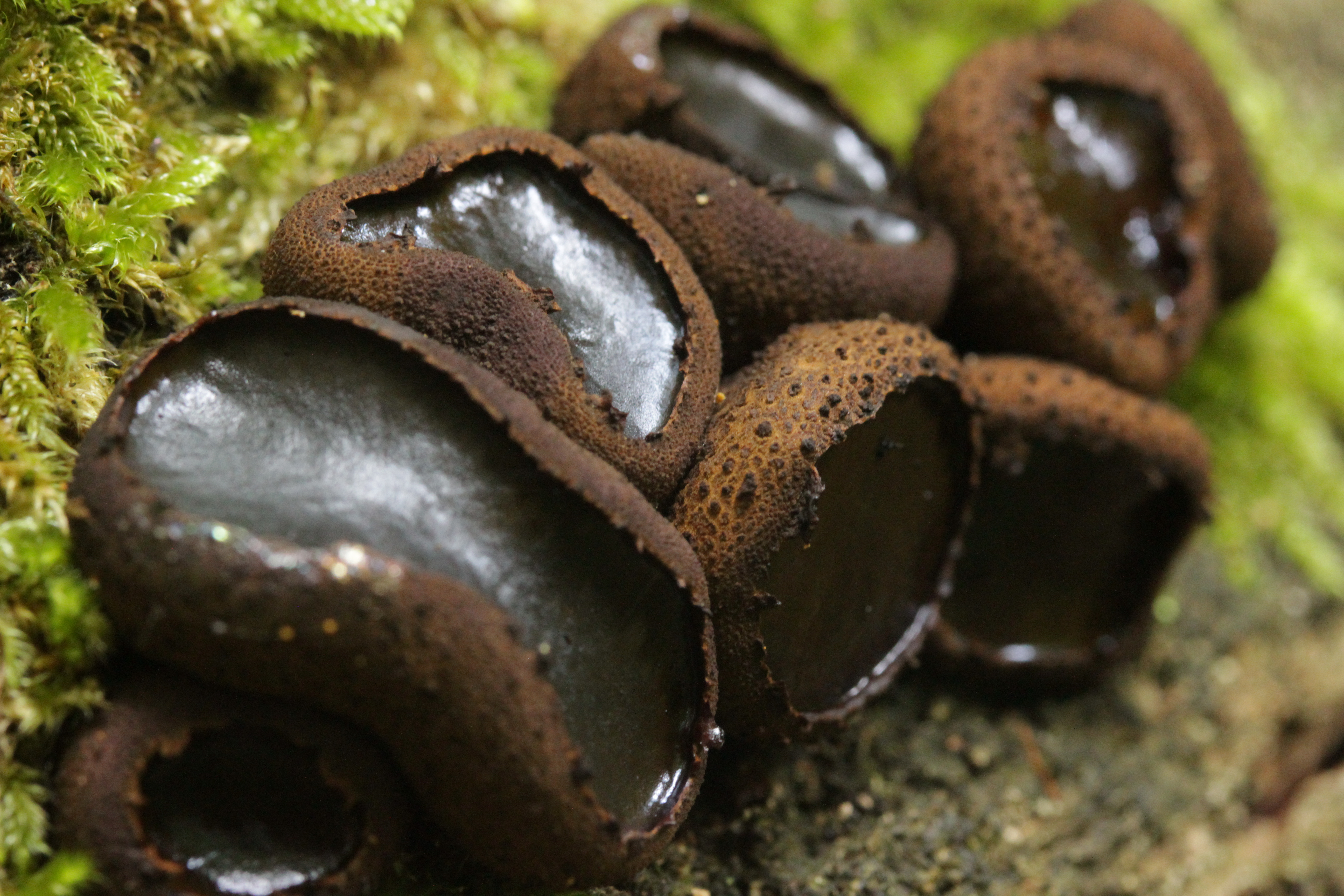
Gemeiner Schmutzbecherling

## Ökologie
Die Phacidiales sind weitverbreitet in gemäßigten Gebieten. Die Arten leben saprotroph oder parasitisch auf und in Blättern, besonders auf Koniferen. Einige Arten sind Parasiten auf wirtschaftlich wichtigen Bäumen, die aber nicht wesentlich geschädigt werden. Arten der Helicogoniaceae sind pilzparasitisch auf der Fruchtschicht vieler Schlauchpilze und Ständerpilzen oder auf den Thalli von Flechten.

## Systematik

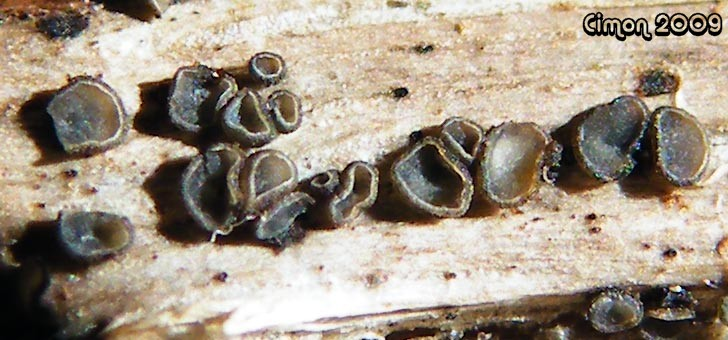
Helicogonium trabinelloides auf einer Pyrenopeziza-Art

Charles Edwin Bessey beschrieb die Ordnung 1907 mit frei Familien. 1917 erweiterte Franz von Höhnel die Ordnung auf sechs Familien mit 52 Gattungen. Ab 1983 wurden aber viele Gattungen in andere Familien wie Rhytismataceae oder Hypodermataceae, bzw. die Familie Phacidiaceae zu den Leotiales gestellt. Die Ordnung galt auch als Synonym der Helotiales. Crous et al. (2014) führten dann eine umfangreiche Untersuchung durch und stellten fest, dass die Phacidiaceae klar eigenständig sind, und reetablierten die Ordnung. Sie bilden nun eine Schwesterklade zu den Helotiales. Die Schmutzbecherlingsverwandten (Bulgariaceae), die bisher als eigenständige Familie ebenfalls zu den Helotiales gehört hatten, wurden als Teil der Phacidiaceae erkannt und sind daher nur noch ein Synonym. Beide Namen (Bulgariaceae und Phacidiaceae) wurden gleichzeitig publiziert, da aber die Phacidiaceae mehr Arten umfasst, wurde dieser Name den Vorzug gegenüber Bulgariacae gegeben. Durch Arbeiten von Hans-Otto Baral und Quijada und Mitarbeitern (2018) wurden noch die Familien Helicogoniaceae, Tympanidaceae, eine Klade um die Gattung Mniaecia zu den Phacidiales gestellt. Johnston und Mitarbeiter erkannten aber durch weiter phylogenetische Studien, dass letztere zwei eher zu den Leotiales gehören.
Zur Ordnung der Phacidiales gehören daher zurzeit (2023) folgende Familien und Gattungen:
- Helicogoniaceae
  - Calloriopsis mit nur einer Art
  - Eleutheromycella mit nur einer Art
  - Eleutheromyces mit zwei Arten
  - Gelatinipulvinella mit nur einer Art
  - Gelatinopsis mit acht Arten
  - Geltingia mit nur einer Art
  - Helicogonium mit 19 Arten

- Phacidiaceae
  - Allantophomopsiella mit nur einer Art
  - Allantophomopsis mit vier Arten
  - Bulgaria mit zwölf Arten
  - Darkera mit fünf Arten
  - Lophophacidium mit zwei Arten
  - Phacidiopycnis mit sechs Arten
  - Phacidium: inklusive der bis 2014 eigenständigen Gattung Ceuthospora mit 40 Arten
  - Pseudophacidium mit elf Arten
  - Starbaeckia mit nur einer Art

- Phacidiales mit unsicherer Stellung
  - Coma mit einziger Art Coma circularis

Die Gattung Gremmenia mit vier Arten war bis 2014 in Phacidum eingegliedert und gehört jetzt zu den Helotiaceae.